# 友情≧愛
「友情≧愛」（ゆうじょうだいなりいこーるあい）は、1992年7月22日に発売された、爆風スランプ22枚目のシングル。

## 収録曲
1. 友情≧愛
  - 作詞:サンプラザ中野　作曲:パッパラー河合　編曲:BAKUFU-SLUMP/エンペラー福田
    - TV「KATO&KENテレビバスターズ」エンディングテーマ（1992年4月〜9月、TBSテレビ）
    - 福武書店（現：ベネッセコーポレーション）「進研ゼミ中学講座」CF曲。前CF曲（「涙2（青春ヴァージョン）」）とは異なり、こちらは市販曲。
2. 青春のフレア'92サマーヴァージョン
  - 作詞:サンプラザ中野　作曲:ファンキー末吉　編曲:BAKUFU-SLUMP/兼崎順一
3. 友情≧愛（オリジナル・カラオケ）
  - 作詞:サンプラザ中野　作曲:パッパラー河合　編曲:BAKUFU-SLUMP/エンペラー福田

## 収録アルバム
- アジポン (#1)
- 決定版!爆風スランプ大全集2 〜The Very Best Of パッパラー河合〜 (#1)
- GOLDEN☆BEST 爆風スランプ ALL SINGLES (#1)
- 40th Anniversary BEST IKIGAI 2024 (#2)